# College Street (Calcutta)
College Street (en bengali: কলেজ স্ট্রীট) est une importante voie de circulation urbaine dans la partie centrale de la ville de Calcutta, en Inde. Elle borde le ‘College square’ qui lui est assimilé. Ce nom lui vient du nombre important d’institutions académiques et autres centres d’activité intellectuelle la bordant des deux côtés, ainsi qu’autour du square.
Anciennement longue de 1,5 kilomètre la rue fut divisée en sections qui ont aujourd’hui des noms différents. D’abord ‘Nirmal Chandra Str.’ la rue devient ‘College Street’ à partir du croisement avec B.B.Ganguli street (anciennement Bowbazar Street) - là ou se trouve le plus grand rassemblement d’institutions académiques - et finalement ‘Bidhan Sarani’, à partir de la ‘Mahatma Gandhi Rd’.

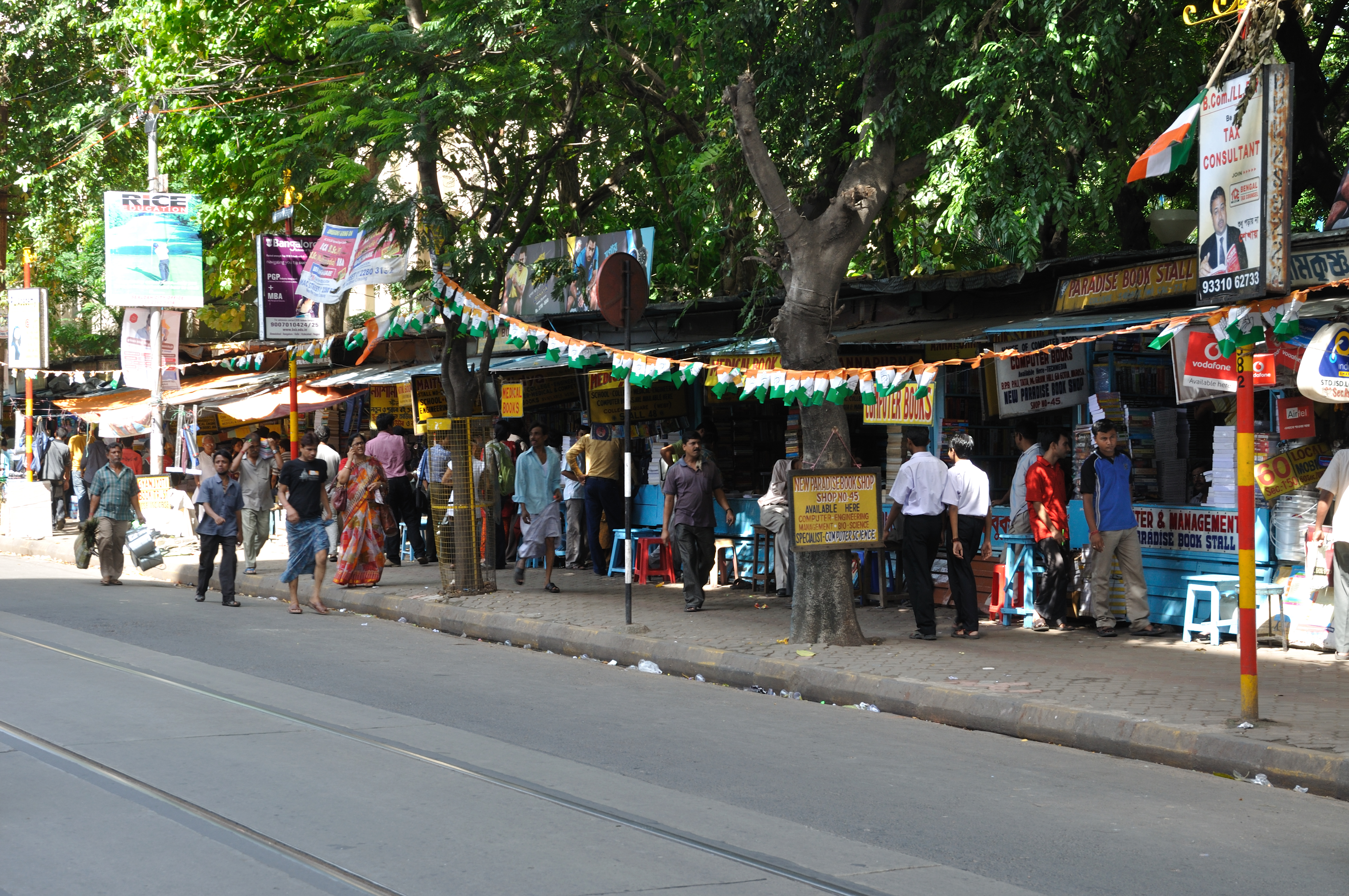
Une multitude d'échoppes le long de la rue...

## Histoire
L’histoire de la rue est liée au rapport de Thomas B. Macauley sur la ‘promotion de l’éducation auprès des populations indigènes’ de 1834. La rue fut construite par souscription publique en 1837 et prit son nom du ‘Hindu College’. qui y fut fondé la même année, avec deux ans plus tard la 'Hindu School’. Le ‘Sanskrit College’ y avait déjà ouvert ses portes en 1824, la ‘David Hare School’ en 1834 (au ‘College square’). Suivirent rapidement le ‘Medical College’ et la 'Calcutta University’ en 1857. Plus au nord le ‘Bethune College’, fondé en 1849 pour l’éducation des jeunes filles, est rien moins que révolutionnaire pour les mœurs conservatives de l’époque. Toutes ces institutions sont encore vivantes et actives, à part la ‘David Hare School’.
Le ‘College square’ s’est développé autour d’une vaste pièce d’eau quadrangulaire creusée en 1820. Invisible de la rue à cause de la multitude d’échoppes vendant livres neufs ou d’occasion, cet étang artificiel fut transformé en piscine olympique (à ciel ouvert) adaptée aux disciplines sportives aquatiques. Dans le jardin se trouvent statues et monuments rappelant les grandes figures de l’éducation au Bengale du XIXe siècle : Ishwar Chandra Vidyasagar, David Hare, Radhakanta Deb et d’autres.

## Institutions
- Le Sanskrit College (avec la ‘Sanskrit Collegiate School’) fondé en 1824 par David Hare et ouvert en 1827, se trouve sur le flanc septentrional du College square. Au XIXe siècle Ishwar Chandra Vidyasagar en fut le ‘principal’ durant de nombreuses années, lui donnant un grand prestige.
- Le Presidency College, fondé sous le nom de ’Hindu College’ en 1837 est devenu université en 2009.
- Le Scottish Church College, fondé par Alexander Duff à ‘Nimtolla Ghat Str.’ en 1830, s’installe à 'Bidhan Sarani' en 1846.
- L’Université de Calcutta, fondée en 1857 y a son principal campus, avec ses bureaux administratifs, libraire centrale et ‘Ashutosh Museum’.
- Le Medical College and Hospital, en chantier depuis 1834 et fondé en 1857, est la première institution universitaire de formation médicale en Asie (médecine européenne).
- Le Bethune College (Bidhan Sarani), fondé en 1849 par John E. Drinkwater Bethune, est la première institution consacrée à l’éducation moderne des jeunes filles hindoues. Bien que révolutionnaire dans un milieu hindou orthodoxe et conservateur, l’initiative eut immédiatement du succès.
- Le Sadharan Brahmo Samaj, institution fondée en 1879, fut le centre d’un mouvement de réformes sociales et religieuses fondé par Raja Rammohan Roy (avec Dwarkanath Tagore) une quarantaine d’années auparavant. Ce fut l’image de l’hindouisme moderne durant de nombreuses années.
- Le Bengal Theosophical Society (college square, Est), construit en 1882
- La Mahabodhi Society hall, ressemblant à un Vihara bouddhiste fut construit en 1891 (College square, Est) par un moine du Sri Lanka, Anagarika Dhrarmapala. C’est un centre de recherche et culture bouddhiste.
- Le Baptist Mission (College square, Est), construit en 1911, est un centre chrétien.
- Le Calcutta University institute (College square, Est), fondé en 1891, fut un forum important ou se réunissaient les mouvements nationalistes indiens et est toujours centre d’activités intellectuelles.
- L’Indian Coffee House (College square, Nord) est également une institution historique... Ouvert en 1876 comme ‘Albert Hall’ il fut rebaptisé ‘Coffee house’ en 1942. Haut lieu de rencontres et d'échanges entre intellectuels, artistes, politiciens et étudiants, il attire toujours une large clientèle où la jeunesse a une place prépondérante malgré son cadre suranné et vieillot.
- Un grand nombre d’importantes maisons d’éditions y ont leur siège: Ananda Publishers, Abhijan Publishers, Dey's Publishing, Rupa and Co. etc. et les premières revues littéraires indiennes (‘Prabasi’, ‘Modern Review’) eurent leur siège à 'College street'.